# Gmina Oleśnica (Powiat Staszowski)
Die Gmina Oleśnica ist eine Stadt-und-Land-Gemeinde im Powiat Staszowski der Woiwodschaft Heiligkreuz in Polen. Ihr Sitz ist die gleichnamige Stadt mit etwa 1800 Einwohnern, die zum 1. Januar 2019 wieder zur Stadt erhoben wurde.

## Gliederung
Zur Stadt-und-Land-Gemeinde (gmina miejsko-wiejska) Oleśnica gehören folgende Ortsteile mit einem Schulzenamt:
Borzymów
Brody
Brody Duże
Bydłowa
Kępie
Oleśnica
Pieczonogi
Podlesie
Strzelce
Sufczyce
Wojnów
Wólka Oleśnicka